# Групповое самосожжение в Пекине
Групповое самосожжение в Пекине (кит. трад. 天安門自焚事件, упр. 天安门自焚事件, пиньинь Tiān'ānmén Zìfén Shìjiàn) — самосожжение нескольких человек, совершённое в день китайского Нового года 23 января 2001 года в 14:40 на площади Тяньаньмэнь.
Высказываются различные предположения о том, кто были люди, совершившие самосожжение, и почему они это сделали. Власти КНР утверждают, что самосожжение совершили пять приверженцев духовной практики Фалуньгун, последователи которой преследуются в Китае. Источники, связанные с Фалуньгун, оспаривают достоверность этих утверждений и фотографий участников акции, заявляя о том, что учение Фалуньгун строго запрещает насилие и самоубийство. Несколько[кто?] западных журналистов и исследователей, в том числе Филипп Пэн и Даниэль Шехтер, также отмечают несоответствия в официальной версии этого события и предполагают, что самосожжение могло быть инсценировано китайскими властями с целью дискредитации движения и учения Фалуньгун[страница не указана 2479 дней][страница не указана 2479 дней].
По информации китайских государственных СМИ, группа из семи человек прибыла в Пекин из провинции Хэнань, после чего пятеро из них подожгли себя на площади Таньаньмэнь. Одна из пяти, Лю Чуньлин скончалась на месте при спорных обстоятельствах. Другая — двенадцатилетняя Лю Сыин — как сообщалось, умерла в больнице через несколько недель. Оставшиеся три участника акции выжили. Этот инцидент быстро получил международную огласку. Через неделю после него по каналам Центрального телевидения Китая была передана видеосъёмка самосожжения.
Через две недели после происшествия Филипп Пэн в газете The Washington Post опубликовал журналистское расследование, в котором утверждалось, что удалось установить личности двоих погибших участников акции, и что «никто не может подтвердить, что эти люди практиковали Фалуньгун». По утверждениям других журналистов[кто?] и международных наблюдателей[кто?], власти КНР знали о готовящемся самосожжении[страница не указана 2479 дней].
По мнению Human Rights Watch, «это происшествие было одним из самых сложных для репортёров в Пекине в то время» из-за недостатка доступной независимой информации. Непосредственно общаться с выжившими участниками самосожжения могли только репортёры китайских государственных изданий; к пострадавшим не допускали ни родственников, ни журналистов международных СМИ. В результате появилось и было опубликовано много версий произошедшего и мнений о его причинах. По одной из версий, это могло быть подстроено китайскими властями, чтобы обвинить Фалуньгун[страница не указана 2479 дней]; по другой — это действительно была акция протеста сторонников Фалуньгун; есть также мнение, что эти сторонники были «новичками или не обученными», а потому не знали, что учение Фалуньгун запрещает подобные действия; высказывались и другие версии[какие?].
Так или иначе, после этого происшествия властями КНР была развёрнута пропагандистская кампания против Фалуньгун, и эта пропаганда имела значительный успех. Журналист Time Мэттью Форни отмечал, что если раньше многие китайцы считали, что Фалуньгун не представляет собой реальной угрозы, и власти предпринимают чрезмерные репрессии против его сторонников, то после этого самосожжения многие из них поменяли своё мнение. В ходе пропагандистской компании распространялись плакаты, листовки и видеозаписи с подробным описанием предполагаемых вредоносных последствий занятий практикой Фалуньгун, в школах проводились регулярные «антифалуньгунские» занятия. CNN сравнивала эту государственную пропаганду с тем, что происходило во времена Корейской войны и Культурной революции. По данным журналистов The Washington Post Филипа Пэна и Джона Помфрета, после того, как общественное мнение о Фалуньгун стало более негативным, китайские власти стали санкционировать «систематическое использование насилия» для ликвидации Фалуньгун.
В последующие годы, по данным американской неправительственной организации Freedom House, репрессии китайских властей против сторонников Фалуньгун усилились, и количество их арестов, пыток и смертей в заключении значительно увеличилось.

## Предыстория

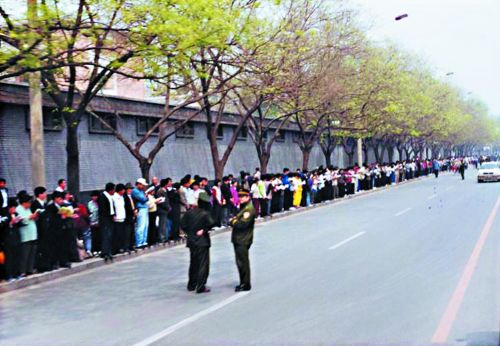
Мирная демонстрация сторонников Фалуньгун у стен Чжуннаньхая в апреле 1999 года с требованием прекратить официальное притеснение движения. Вскоре после неё репрессии только усилились и приобрели общегосударственный масштаб

Духовная практика цигун Фалуньгун, основанная Ли Хунчжи на буддийских и даосских традициях, была впервые представлена весной 1992 года в северо-восточном Китае. К концу 1990-х годов это учение привлекло десятки миллионов последователей[страница не указана 2479 дней]. В первые годы своего существования движение Фалуньгун было официально признано и пользовалось поддержкой властей Китая[страница не указана 2479 дней]. Но уже в середине 1990-х годов китайские власти попытались сдержать рост количества практикующих цигун, установив более строгие требования к его деноминациям и школам[страница не указана 2479 дней][страница не указана 2479 дней]. В 1996 году Фалуньгун столкнулся с нарастающей критикой и слежкой китайских служб государственной безопасности[страница не указана 2479 дней].
25 апреля 1999 года более десяти тысяч последователей Фалуньгун собрались на демонстрацию около главных офисов Коммунистической партии Китая (КПК) в правительственном квартале Чжуннаньхай и потребовали признания и легализации Фалуньгун[страница не указана 2479 дней]. Вечером того же дня лидер КПК Цзян Цзэминь принял решение искоренить Фалуньгун. По его указанию 7 июня 1999 года в ЦК КПК была создана специальная группа для руководства преследованием сторонников Фалуньгун, получившая название «Офис 610» и занимающаяся координацией пропаганды против Фалуньгун в государственной прессе, а также оказывающая влияние на действия других партийных и государственных органов, в том числе судов и служб безопасности[страница не указана 2479 дней]. 19 июля ЦК КПК запретил занятия практикой Фалуньгун; на следующий день десятки практикующих были задержаны службами безопасности[страница не указана 2479 дней].
Преследования сторонников Фалуньгун сопровождались массовой пропагандистской кампанией, в которой это учение было представлено как суеверное, опасное и несовместимое с официальной идеологией[страница не указана 2479 дней]. Десятки тысяч последователей Фалуньгун были арестованы и брошены в тюрьмы. В конце 1999 года появились сообщения о применении пыток против них. По словам журналиста The Wall Street Journal Яна Дениса Джонсона, органы власти КНР получили широкие полномочия для действий по искоренению Фалуньгун и стремились принудить сторонников движения к отказу от убеждений, но никто толком не проверял, какими средствами китайские силовики добиваются этой цели. В результате широко применялись пытки, иногда приводящие к смерти.
Площадь Тяньаньмэнь была одним из основных мест, где сторонники Фалуньгун проводили акции протеста против преследований, обычно вывешивая плакаты в свою защиту или устраивая мирные сидячие медитации-забастовки. Джонсон писал о том, что 25 апреля 2000 года более 30 000 практикующих Фалуньгун были арестованы за попытку устроить демонстрацию в Пекине, и большинство из них были задержаны на площади Тяньаньмэнь или по пути к ней. 1 января 2001 года на этой же площади состоялась ещё одна демонстрация сторонников Фалуньгун, и тогда было арестовано семь тысяч человек[страница не указана 2479 дней].
Журналист The Washington Post Джон Помфрет отмечал, что в газете Southern Weekend, которую он называет «самая либеральная газета страны», был опубликован ряд статей, в которых, как он считает, в завуалированном виде содержалась критика борьбы китайских властей с Фалуньгун, и в качестве примера приводит статью, в которой содержится «анализ отношения к евреям в нацистской Германией и того, как среднестатистические немцы позволили этому перейти от дискриминации к геноциду». Старший наблюдатель азиатского подразделения Human Rights Watch Микки Шпигель утверждает, что «неудовлетворённость руководителей тем, что их попытка быстро и полностью ликвидировать Фалуньгун потерпела неудачу, отразилась в информационной кампании». Даже китайские государственные СМИ в конце 2000 года признали, что движение Фалуньгун в нарушение запрета продолжает проводить акции протеста, и объявили, что «„широкие массы“ должны понимать „длительность, сложность и жестокость нашей битвы с Фалуньгун“». Журналист газеты Ottawa Citizen Джеймс Прингл утверждает, что в январе 2001 года власти КНР устроили новую кампанию пропаганды против Фалуньгун, призывая государственные СМИ очернять эту группу.

## Инцидент
23 января 2001, в день китайского Нового года, на площади Тяньаньмэнь пять человек облили себя бензином и подожгли. Съёмочная группа CNN, ожидавшая там возможного начала акции протеста Фалуньгун, заметила мужчину, сидящего на тротуаре возле Памятника народным героям в центре площади. Вскоре он вылил на себя бензин и затем вспыхнул. Полицейские тут же сбежались и погасили пламя. Но затем ещё четыре человека на площади подожгли себя.
Как сообщает CNN, среди пятерых человек, которые облили себя бензином и подожгли, было как минимум двое мужчин и не было детей. Операторы CNN начали снимать происходящее со значительного расстояния, но военная полиция быстро прервала эту съёмку, задержала журналистов и конфисковала их аппаратуру. Представители власти погасили пламя на остальных четырёх участниках акции. Сильно обгоревшего мужчину поместили в полицейский фургон и увезли с площади. Через 25 минут прибыли два автомобиля скорой помощи, на которых увезли оставшихся четверых. Площадь Тяньаньмэнь была полностью закрыта; серьёзные меры безопасности предпринимались и на следующий день — самый важный в традиционном китайском праздновании Нового года. Праздничные мероприятия на площади проходили под контролем полиции, которая проверяла прибывающих на площадь людей. Полицейские с огнетушителями стояли наготове. Сторонникам Фалуньгун не давали разворачивать плакаты и транспаранты.
Китайское государственное новостное агентство «Синьхуа» назвало имена семерых людей, причастных к этой акции:
1. Ван Цзиньдун (кит. трад. 王進東, упр. 王进东).
2. Лю Чуньлин (кит. трад. 劉春玲, упр. 刘春玲).
3. Лю Сыин (кит. трад. 劉思影, упр. 刘思影).
4. Чэнь Го (кит. трад. 陳果, упр. 陈果).
5. Хао Хуэйцзюнь (кит. 郝惠君).
6. Лю Баожун (кит. трад. 劉葆榮, упр. 刘葆荣).
7. Лю Юньфан (кит. трад. 劉雲芳, упр. 刘云芳).

Лю Баожун и Лю Юньфан самосожжения не совершали.

Останки Лю Чуньлин после самосожжения

Лю Чуньлин, как сообщалось[кем?], умерла на месте самосожжения. Через несколько месяцев китайские государственные СМИ сообщили о смерти её дочери Лю Сыин, госпитализированной с тяжёлыми ожогами. Об остальных трёх пострадавших сообщали только, что они были «сильно обезображены». Пекин отклонил просьбы западных журналистов о встрече с выжившими участниками самосожжения. Только журналистам Центрального телевидения Китая и Официального нового китайского новостного агентства разрешили поговорить с родственниками и коллегами участников акции[страница не указана 2479 дней].

## Версия китайских властей и СМИ
Информация от представителей власти и официальных средств массовой информации Китайской Народной Республики.
Новостное агентство «Синьхуа» отправило сообщения иностранным СМИ через два часа после случившегося самосожжения. Но более полный пресс-релиз Синьхуа выпустило только через семь дней — 30 января, в ответ на сообщения других СМИ об инциденте. 31 января вышел в эфир специальный 30-минутный выпуск новостной телепрограммы «Форум», в котором была представлена официальная версия события. Центральное телевидение Китая показало видеозапись пяти горящих людей и утверждало, что эта запись была сделана камерами наружного наблюдения, установленными неподалёку.
Власти КНР утверждают, что все семь участников акции приехали из города Кайфын провинции Хэнань с целью совершения самосожжения на площади Тяньаньмэнь. Синьхуа утверждает, что они были «заядлыми практикующими» Фалуньгун, которые начали заниматься этой практикой в период с 1994 по 1997 год, и в неделю, предшествующую самосожжению, мечтали о том, «как здорово будет вознестись на небеса». По той же информации, шестеро из них 16 января поехали на поезде в Пекин, а по прибытии встретили седьмую участницу акции — Чэнь Го, которая приходилась дочерью одному из них. Все семеро договорились между собой о том, чтобы поджечь себя в 14:30 в назначенный день в разных местах на площади Тяньаньмэнь. Бензин они пронесли в пластиковых бутылках из-под безалкогольных напитков. Каждый взял с собой по две зажигалки на случай отказа одной из них. По информации с сайта «Китайской ассоциации исследования культов», созданного властями, Ван Цзиньдун позже утверждал, что группа прибыла на площадь Таньаньмэнь на двух такси, высадилась к югу от Дома народных собраний, откуда они разошлись к местам планируемого самосожжения; также Ванг утверждал, что полиция подошла к нему, когда он пытался вскрыть бутылку, и что попытку самосожжения он осуществлял поспешно, не приняв позу лотоса. В пресс-релизе китайских властей говорится, будто бы Лю Юньфан считает, что полиция смогла остановить его самосожжение потому, что он ещё не достиг «требуемого духовного уровня».
В газетах «Янчэн ванбао» (кит. 羊城晚报) и «Наньфан жибао» (кит. 南方日报) вышли статьи с утверждениями о том, что полицейские видели нескольких иностранных журналистов, которые якобы заранее знали о готовящейся акции самосожжения, и которых поэтому можно обвинить в «подстрекательстве и содействии самоубийству».
Китайские государственные СМИ заявляли, что камеры наружного видеонаблюдения засняли шесть или семь репортёров CNN, Associated Press и Agence France-Presse, которые прибыли на Тяньаньмэнь всего за десять минут до начала акции самосожжения. Однако все эти три новостных агентства отрицают, что они заранее знали об акции. Associated Press и Agence France-Presse также утверждают, что их репортёров не было на площади в это время. Начальник службы новостей CNN Исон Джордан (англ. Eason Jordan) не отрицает присутствия журналистов агентства на площади Тяньаньмэнь во время этого происшествия, но говорит, что они выполняли рутинное задание, ожидая возможной акции протеста сторонников Фалуньгун, и не могли заранее знать о готовящемся самосожжении.

## Версия Фалуньгун
Информация от лиц и организаций, явно связанных с движением «Фалуньгун».
Сразу же после акции самосожжения Информационный центр Фалунь Дафа опроверг утверждения о том, что участники акта самосожжения были практикующими Фалуньгун, особо подчеркнув, что учение Фалуньгун не разрешает применять какое-либо насилие, в том числе по отношению к самому себе, и рассматривает самоубийство как грех.
Источники за пределами Китая, связанные с Фалуньгун, подвергли сомнению официальную версию властей КНР, утверждая, что нашли в ней несоответствия, которые позволяют выдвинуть гипотезу о том, что акция самосожжения была инсценирована китайскими властями, чтобы оправдать репрессии против сторонников Фалуньгун, выставив их иррациональными и склонными к самоубийству людьми. В соответствии с этой гипотезой, участники акции были нанятыми актёрами, которым заплатили за это и пообещали погасить пламя на них прежде, чем оно успеет нанести серьёзный вред.
Связанная с Фалуньгун телекомпания «New Tang Dynasty Television» выпустила программу, названную «Фальшивый огонь» (англ. False Fire), в которой анализируются несоответствия в официальной версии события, опубликованной китайскими СМИ. В этой же программе анализируется и видеоролик Центрального телевидения Китая, и отмечается, что на участниках акции были огнеупорные маски и одежда, ставится вопрос о том, почему пламя не охватило их волосы и бутылки с бензином.
Связанные с Фалуньгун источники также отмечают, что поведение участников акции самосожжения, скандируемые ими лозунги и принимаемые ими позы для медитации не соответствуют учению и практике Фалуньгун. Более того, покадровый анализ видеозаписи, показанной на ЦТ Китая, позволяет предположить, что Лю Чунлинг скончалась на месте не от ожогов, а от удара по голове тяжёлым предметом, который бросил мужчина в военной шинели.
В «Фальшивом огне» также утверждается, что последующая смерть 12-летней Лю Сыин произошла при «странных обстоятельствах»: она явно шла на поправку, но неожиданно 17 марта умерла. Некоторые другие источники, связанные с Фалуньгун, полагают, что девочку убили власти КНР, чтобы гарантировать её молчание.
Также обращается внимание на подозрительно малое время реакции полиции и государственного телевидения, и высказывается предположение о том, что китайские тележурналисты и полицейские, дежурившие на площади Тяньаньмэнь, заранее знали о готовящемся самосожжении. Так, полицейские с огнетушителями наготове прибежали тушить участников акции немедленно после самоподжогов — при том, что огнетушители не входят в состав обычного снаряжения полицейских, патрулирующих площадь Тяньаньмэнь, а ближайшее здание, в котором полицейские могли взять столько огнетушителей, находится в семи минутах ходьбы от места проведения акции.
«Всемирная организация по расследованию преследования Фалуньгун» (англ. The World Organization to Investigate the Persecution of Falun Gong) обращает внимание на изображения Ванга Джиндонга, показанные по государственному телевидению Китая, утверждая, что мужчина, совершивший попытку самосожжения на площади, и тот, кто позднее давал интервью, — не один и тот же человек. Сотрудники лаборатории речи (англ. Speech Processing Laboratory) Национального университета Тайваня сделали заключение, что голоса их не совпадают и заметили, что волосяная линия и пропорции лица выглядят явно различными. На этих результатах исследований и базируется теория о том, что участники той акции самосожжения были актёрами.
Сопредседатель североамериканского отделения Коалиции по расследований преследований в отношении Фалуньгун в Китае и адвокат Клайв Энсли, который жил в Китае во время инцидента самосожжения, в документальном фильме Питера Роуи «За красной стеной: преследование Фалуньгун» предположил, что драматическая реакция Фалуньгун была бы понятна, но, в конце концов, пришёл к выводу, что мероприятие было инсценировано: «В вашей стране людей Фалуньгун угнетают снова и снова, они не имеют права говорить, они не имеют каких-либо гражданских прав, чувство разочарования должно быть очень, очень сильным … Я могу понять, что люди могут сделать такое … но по иронии судьбы, мы в конце концов выяснили, что всё-таки это было инсценировано, это не было настоящим самосожжением. Это было полностью организовано правительством.

### «Фальшивый огонь»
В ходе анализа[кем?] видеозаписи акции самосожжения были обнаружены[кем?] следующие несоответствия:
- Как видно на одном из кадров, Лю Чунлинг, единственная скончавшаяся на месте, получила удар в голову тяжёлым предметом, брошенным неизвестным мужчиной в военной форме, и вполне могла умереть от этого удара, а не от ожогов.
- Участники акции надели на себя несколько слоёв плотной (возможно, огнеупорной) одежды, а также маски на лица. Их волосы, а также валявшиеся у ног бутылки с остатками бензина должны были вспыхнуть первыми, однако не вспыхнули вообще.
- Полицейские обычно не носят с собой огнетушители, но в тот день они использовали около 25 единиц противопожарного снаряжения, и погасили пламя менее чем за минуту. При этом до ближайшего здания, откуда полицейские могли взять огнетушители, они могли добраться только за 10 минут, тем более что, судя по кадрам, на месте проведения акции стояло всего два полицейских автомобиля.
- Камера, на которую было снято показанное по ЦТ КНР видео самосожжения, так фокусируется на происходящем, как если бы она была подвижной, в то время как видеокамеры наружного наблюдения на площади Тяньаньмэнь обычно неподвижны.
- Слова, которые выкрикивал Ван Цзиньдун, не содержатся в учении Фалуньгун; его поза и положение рук — это не тот «лотос» или «полулотос», который предписан в системе упражнений Фалуньгун.
- Китайские государственные СМИ проводили съёмки и в больнице, куда были доставлены выжившие участники акции самосожжения. Пострадавших почему-то не поместили в стерильные палаты, куда положено помещать больных с такими тяжёлыми ожогами.
- Девушка, которая, как утверждалось, перенесла трахеотомию, могла чётко говорить и даже петь всего через несколько дней после этой хирургической операции, что также выглядит неправдоподобно.

## Версии третьих сторон
Информация от лиц и организаций, не связанных явным образом ни с движением «Фалуньгун», ни с властями КНР.

Эти три изображения транслировались государственными средствами массовой информации. Они предъявляются сторонниками Фалуньгун в качестве доказательства того, что роль Вана Цзиньдуна «исполняли разные люди»

Хотя государственное информационное агентство Синьхуа сообщило, что приёмная мать Лю Чуньлин, говоря о Лю, приводила в пример её «одержимость Фалуньгун, «почитание Ли Хунчжи» и желание Лю обучить свою дочь Фалуньгун, идентичность некоторых жертв самосожжения и их отношение к Фалуньгун поставил под сомнение журналист «Вашингтон Пост» Филипп Пэн, который утверждает, что большинство жителей Кайфэна стыдились поступка, совершённого Лю (т.е. самосожжения), но ни один из соседей Лю никогда не видел, как она практикует Фалуньгун. Они отметили, что у Лю были проблемы в отношениях с матерью, а репортёр узнал, что Лю «работала в ночном клубе, брала деньги за встречи с мужчинами». По словам религиоведа Дэвида Оунби, имидж Лю Чуньлинь весьма далёк от типичного описания практикующего Фалуньгун[страница не указана 2479 дней].
Идентичность участников инцидента на площади Тяньаньмэнь поставила под сомнение и продюсер CNN. Хотя китайское правительство утверждает, что 12-летняя Лю Сыин участвовала в самосожжении по настоянию своей матери, по словам продюсера CNN, среди участников не было детей.
Как отмечают некоторые наблюдатели[кто?], иностранным журналистам отказали во встрече с жертвами самосожжения, проходящими лечение в больницах. По словам Оунби, даже родственникам жертв было запрещено говорить с журналистами. Пэн написал, что «Пекин отклонил просьбу в интервью с Лю Сыин и тремя другими оставшимися в живых, которые госпитализированы ... Официальный представитель Кайфэн сказал только, что Центральное телевидение Китая и информационное агентство „Новый Китай“ получили разрешение контактировать с их родственниками и коллегами. Человек, открывший дверь дома Лю, сказал по всем вопросам обращаться к правительству». Однако оставшиеся в живых дали интервью государственной прессе. Одно из таких интервью CCTV взяло у 12-летней Лю Сыин. По сообщениям правительственных источников, Лю Сыин незадолго до интервью провели трахеотомию. В разговоре с журналистами она сообщила, что её мать сказала ей пойти на самосожжение, чтобы достичь «небесного золотого царства»; журналист Даниэль Шехтер подверг сомнению то, что ребёнок был состоянии говорить с представителями китайских СМИ вскоре после проведённой трахеотомии, но как оказалось, Лю Сыин говорила в интервью чётко и даже пела[страница не указана 2479 дней].
По словам Шехтера, «Синьхуа» сообщила о самосожжении в зарубежные СМИ всего через несколько часов после произошедшего инцидента, уточнив, что это не совсем обычный случай, так как китайская пресса почти никогда не сообщает информацию на чувствительные темы своевременно. Согласно обычному протоколу, перед публикацией требуется получить одобрение нескольких партийных чиновников. Как отмечает Ян Джонсон, государственные средства массовой информации «сообщили о смерти [жертвы] с необычайной живостью, предполагая, что либо смерть произошла раньше, чем сообщалось, либо обычно осторожные средства массовой информации получили распоряжение сверху и в скором порядке передали информацию по телевидению и интернет-источникам. Также были подняты вопросы[кем?] о съёмках места, где произошло событие, и скорости, с которой съёмочные группы появились на месте происшествия. Китайские правительственные СМИ сообщили, что кадры крупным планом в видеозаписи взяты из конфискованных лент CNN. Однако, как утверждают представители CNN, это невозможно, так как их журналисты были задержаны вскоре после начала инцидента. Пан также с подозрением относится к размещению камер и к тому факту, что съёмка крупным планом, представленная на китайском телевидении, была сделана без препятствования со стороны полиции. «В некоторых кадрах камера явно расположена позади полицейских баррикад», говорится в статье Washington Post. Кроме того, в кадрах, заснятых камерой видеонаблюдения, расположенной сверху, кажется, виден человек, проводящий съемку небольшой ручной камерой, а не большой камерой, используемой для телевизионных новостей.
The Age отмечает, что «наличие огнетушителей, съёмочных групп телевидения и отсутствие возможности проверки жертв» поднимает вопрос о том, были ли у властей сведения о предстоящем самосожжении. Полицейские с многочисленным противопожарным оборудованием появились на месте в течение 90 секунд. Также приводится цитата из статьи одного европейского журналиста[кто?]: «Я никогда не видел полицейских, патрулирующих площадь Тяньаньмэнь с огнетушителями. Каким образом все они появились сегодня на месте инцидента? До ближайшего здания Большого Народного Зала, по крайней мере, 20 минут ходьбы туда и обратно»[страница не указана 2479 дней]. Джон Джиттингс из The Guardian, однако, заявил, что во многих странах обычной практикой является наличие полицейского оператора с камерой в месте предполагаемого общественного возмущения; полиция применяла небольшие огнетушители, похожие на перевозимые в общественном транспорте, который постоянно подъезжает к площади.
Значительной проблемой в выработке окончательной оценки этого события является то, что не представлялось возможным подтверждение заявлений правительства со стороны независимых источников. Согласно Human Rights Watch (HRW), из-за отсутствия независимой информации инцидент стал одним из самых сложных для репортёров в Пекине. The New York Times заявила, что противоречивые утверждения было трудно оценить «с пропагандой, вещающей, казалось, с разных концов вселенной ... тем более, что остальные практикующие Фалуньгун загнаны в подполье».
Расследование Филлиппа Пэна, а также другие несоответствия[какие?], обнаруженные организациями Фалуньгун, привели некоторых журналистов[кто?] и других наблюдателей[кто?] к мнению о возможности того, что самосожжение не такой простой случай, как сообщается в отчётах официальных китайских средств массовой информации. В своей статье в журнале National Review политический директор американской некоммерческой организации Laogai Research Foundation Энн Нунан считает, что «вряд ли это надуманная гипотеза», и утверждает, что правительство инсценировало инцидент или позволило ему произойти, чтобы дискредитировать Фалуньгун, так как, по её словам, правительство обещало подавить движение до наступления восьмидесятилетней годовщины Коммунистической партии в июле.
В 2001 году в своей книге о Фалуньгун журналист Дэнни Шехтер, опираясь на доказательства из источников Фалуньгун, исследования Филиппа Пана, а также интервью с другими журналистами, пришёл к выводу о том, что самосожжение было организовано китайским правительством. Ссылаясь на исследования Шехтера, антрополог Ноа Портер пишет, что «предоставленные доказательства убеждают, что события, переданные в китайских СМИ, по крайней мере, вводят в заблуждение, если не являются полным обманом». Он также заявил, что «даже если эти люди подожгли себя, считая себя практикующими Фалуньгун, они бы не представляли практикующих Фалуньгун». Беатриче Терпин, корреспондент Associated Press Television в Китае, отозвалась[где?] о самосожжении так: «В канун прошлого Китайского Нового года были серьёзные инциденты с протестами Фалуньгун и кадрами о том, как полиция избивает практикующих, так что организовать такое мероприятия в этом году [2001] и сделать своё шоу, безусловно, вписывается в типичную стратегию Китая».
Рассматривая противоречивые данные о личности жертв самосожжения, религиовед Дэвид Оунби пришёл к выводу, что «хотя аргументы практикующих Фалуньгун кажутся убедительными, очень трудно прийти к окончательному суждению о самосожжении … В Китае (и в других местах) есть отчаянные люди, которые могут сделать что-либо за деньги (которые получат их семьи в этом случае, если только власти не обещали спасти их, прежде чем огонь может причинить вред). И этот инцидент мог быть сфабрикован. Но возможно и то, что те, кто подожгли себя, были новыми или неопытными практикующими Фалуньгун, которые практиковали Фалуньгун самостоятельно (или плохо) в период после начала преследования, и, по какой-то причине, решили принести самую большую жертву».
Другие правозащитники[кто?] полагают, что пятеро поджегших себя сделали это в знак протеста против репрессий правительства по отношению к Фалуньгун. Баренд тер Хаар склонялся к мнению о том, что участники самосожжения были практикующими Фалуньгун, и предположил, что бывшие буддисты, возможно, поступили согласно «почитаемой буддийской традиции самосожжения в жертву Будде». Стремясь объяснить несоответствия, он предположил, что правительство, возможно, сняло собственное видео, когда узнало о проведении потенциально возможного суицида.
Франческо Сиши, редактор азиатского филиала La Stampa, поддерживает возможность того, что участники самосожжения были практикующими Фалуньгун. Он пишет в Asia Times, что «никто не верит, что правительство могло бы заплатить матери за сожжение себя и её дочери, или что она была настолько предана коммунистической партии, что назвалась практикующей Фалуньгун и убила бы себя и свою единственную дочь, даже если Учитель Фалуньгун Ли Хунчжи запретил самоубийство…». По мнению Сиши, китайские чиновники совершили ошибку, арестовав иностранных журналистов на площади Тяньаньмэнь — «независимые друг от друга новостные съемки могли бы быть лучшим доказательством безумия Фалуньгун. Вместо этого, показанные правительством кадры выглядели как пропаганда».
Корреспондент журнала Time Ханна Бич отметила некоторую путаницу вокруг противоречивых мнений о самосожжении; один практикующий Фалуньгун из Пекина в интервью признал, что участники были практикующими и сделали это в знак протеста, однако организации Фалуньгун по всему миру отрицают какую-либо причастность к инциденту. Также она предположила, что «отсутствие объединённости» в Фалуньгун способствовало появлению чувства отчаяния у практикующих в материковой части Китая, которые могли ощущать себя отделёнными от руководства, находящегося в изгнании.
Журналист The Guardian Джон Гиттингс сообщил, что некоторые наблюдатели полагают, что, возможно, участники самосожжения действовали, находясь в отчаянии и растерянности.
Некоторые наблюдатели[кто?] полагают, что, если участники были практикующими Фалуньгун, они, возможно, прибегли к самосожжению в ответ на публикацию нового заявления «Превышение предела терпимости», написанного Ли Хунчжи 1 января 2001 года. В статье, написанной группой практикующих Фалуньгун материкового Китая и опубликованной на главном сайте Фалуньгун на китайском языке, отмечается, что заявление вызвало замешательство как среди практикующих Фалуньгун, так и «в обществе», и что некоторые люди задавались вопросом, прибегнет ли Фалуньгун к насилию, чтобы противостоять преследованиям. Авторы написали, что этого не произойдёт, поскольку насилие противоречит учению практики.
Представитель Фалунь дафа пояснил, что новое заявление просто означает, что пришло время «вынести на свет правду» о нарушениях прав человека, совершаемых китайским правительством. Тем не менее, как утверждал Джиттингс, заявление могло запутать последователей Фалуньгун, особенно в Китае. Мэтью Форни писал в журнале Time, что заявление Ли распространилось в Китае через Интернет и неофициальные сети последователей, и предположил, что оно, возможно, могло взволновать более радикальных практикующих. Дэвид Оунби писал, что считает, что небольшое заявление «трудно интерпретировать»: поверхностно оно напоминает «призыв к оружию» против тех, кого Ли описал как «злобных существ, которые больше не обладают ни человеческой природой, ни праведными мыслями». Тем не менее Оунби сказал, что ни один из практикующих, с которыми он говорил, не считал, что заявление даёт «зеленый свет» для насильственных действий. Практикующие интерпретировали это так, что они могут сопротивляться подавлению, не испытывая никакой вины; они могут отказаться «просто сдаться полиции в момент противостояния. Они могут убежать и устроиться там, где могут быть свободны от давления и необходимости „выносить“ то, что их вынуждают делать». В интервью журналисту Washington Post Джону Помфрету Оунби отметил, что Ли не одобряет самоубийства ни в одном из своих последних заявлений, «но практикующий, находящийся в безвыходном положении в Китае, безусловно, может рассматривать заявления как одобрение мученичества, и, возможно, выбрать свои собственные средства для достижения такой цели».

## Последствия инцидента

### Кампания СМИ и общественное мнение
Освещение этого события государственными СМИ привели к росту поддержки усилий партии в преследовании Фалуньгун, что подорвало общественное сочувствие к группе. Как сообщила Time, до инцидента самосожжения многие китайцы считали, что Фалуньгун не представляет никакой реальной угрозы и что преследование государства зашло слишком далеко. Однако после инцидента медиакампания против Фалуньгун достигла значительного успеха. Всемирная организация по расследованию преследований в отношении Фалуньгун сообщила, что враждебность по отношению к Фалуньгун со стороны широкой общественности усилилась, правительство активизировало свою кампанию и возросли «преступления на почве ненависти», направленные против Фалуньгун. Один западный дипломат отметил, что позиция общественности изменилась от сочувствия Фалуньгун к поддержке правительства; общественное мнение, судя по всему, поменялось силами газетных очерков и сообщений об усилиях, направленных на реабилитацию бывших практикующих. Østergaard считает, что, в ретроспективе новогоднее заявление Ли было самым большим подарком государству, так как самосожжение стало поворотным моментом, который привёл к окончанию поддержки движения внутри Китая.
Инцидент самосожжения получил широкое освещение в официальных китайских СМИ, и, по мнению аналитиков, соответствовал пропагандистской линии. По словам Филиппа Пэна, Коммунистическая партия Китая «запустила тотальную кампанию, чтобы использовать этот инцидент для доказательства утверждения, что Фалуньгун является опасным культом, и чтобы развернуть общественное мнение в Китае и за рубежом против группы … Каждые утро и вечер контролируемые государством средства массовой информации осуществляли новые нападки на Фалуньгун и его лидера Ли Хунчжи, проживающего в Америке». Были изданы плакаты и листовки, показаны видеоролики, в которых подробно излагались предполагаемые негативные последствия практики Фалуньгун. The New York Times сообщила, что общественность подверглась «бомбардировке графическими изображениями инцидента по телевидению и в газетах». По утверждению Пэна, в школах Китая были организованы регулярные уроки, настраивающие учащихся против Фалуньгун. Старший наблюдатель азиатского подразделения Human Rights Watch Микки Шпигель заявил, что восемь миллионов студентов присоединились к «антикультовой акции, организованной молодёжными культурными сообществами по всей стране», а двенадцати миллионам детей нужно было написать сочинения с осуждением практики.
Шпишель утверждает, что в течение месяца после инцидента на площади Тяньаньмэнь власти издали документ, озаглавленный «Вся история инцидента самосожжения, совершённого приверженцами Фалуньгун на площади Тяньаньмэнь», содержащий цветные фотографии обугленных тел, а «Управление по предупреждению и борьбе со зловредными культами», входящее в Государственный Совет, заявило после инцидента, что теперь готово сформировать единый фронт для проведения глобальной антикультовой борьбы. На заводах, в офисах, школах и университетах проходили встречи, официальные религиозные лидеры по всей стране высказывали открытые обвинения в адрес Фалуньгун. По утверждению Пэна, почтовое отделение в Кайфэн выпустило почтовую марку против Фалуньгун, и 10 000 человек подписали петицию, осуждающую группу.

### Насилие и «перевоспитание»
По мнению журналистов The Washington Post Филиппа Пэна и Джона Помфрета, китайские власти выиграли от перемены в общественном мнении в отношении Фалуньгун, которое последовало за самосожжением, ухватившись за возможность санкционировать «систематическое применение насилия в отношении группы». По их данным, власти «создали сеть классов промывания мозгов и приступили к кропотливым усилиям по искоренению последователей от окрестности до окрестности, от одного рабочего места к другому». Они утверждают, что в тактику «перевоспитания» включались избиения, удары электрическими дубинками, а также интенсивные занятия по изучению пропаганды против Фалуньгун.
По утверждению журналиста The Wall Street Journal Asia Чарльза Хуцлера в феврале 2001 года, Офис 610 «усилил давление на местные органы власти» для реализации кампании против Фалуньгун. В частности, он выпустил новые, подробные инструкции, требующие, чтобы всех, кто продолжает активно практиковать Фалуньгун, отправляли в тюрьму или трудовые лагеря, а лица, отказавшиеся оставить практику, должны быть социально изолированы и находиться под наблюдением своих родственников и на рабочих местах. Так была изменена предыдущая практика, когда местные чиновники иногда относились к Фалуньгун толерантно при условии, что его практиковали в частном порядке[уточнить]. В свою очередь американская некоммерческая организация Freedom House утверждала, что «за месяцы неустанной пропаганды удалось настроить общественное мнение против группы. В течение следующего года число тюремных заключений, пыток и даже смертей практикующих Фалуньгун от злоупотребления в тюрьмах резко возросло».

### Влияние сопротивления Фалуньгун
Самосожжение вызвало необходимость изменения тактики Фалуньгун. Ранее на площади Тяньаньмэнь «постоянно организовывались» акции протеста, после, по словам журналиста Этана Гутмана, ежедневные демонстрации Фалуньгун в Пекине почти прекратились. По данным старшего наблюдателя азиатского подразделения Human Rights Watch Микки Шпигеля, фалуньгуновцы, возможно, пришли к выводу, что «протесты не так эффективны для демонстрации злоупотреблений в Китае и для информирования заграничной аудитории о безвредности Фалуньгун», поэтому, по его словам, фалуньгуновцы из китайской диаспоры, проживающей за рубежом, сосредоточили внимание на том, чтобы рассказать об отношении китайского правительства к ним, информируя ООН и различные правозащитные организации, организуя общественные марши и голодовки за пределами Китая, документируя случаи нарушений прав человека на веб-сайтах. Кроме того он утверждает, что в Китае фалуньгуновцы использовали массовые почтовые рассылки и раздавали литературу, чтобы «разъяснять правду» и противостоять обвинениям правительства, направленным против них, а в пресс-релизе, изданном в августе 2001 года, информационный центр Фалунь дафа в США отметил это изменение стратегии и сообщил, что китайские члены Фалуньгун «иногда также размещают большие плакаты и баннеры на крупных магистралях и помещают громкоговорители на крышах домов или деревьях вокруг трудовых лагерей и в густонаселенных районах, чтобы транслировать новости о нарушениях прав человека».
В 2002 году практикующим Фалуньгун в Чанчуне удалось провести трансляцию фильма «Фальшивый огонь» на китайском телевидении, прервав запланированную программу телестанции на 50 минут. В докладе Бюро по вопросам демократии, прав человека и труду Государственного департамента США указывалось, что в 2003 году фалуньгуновец Лю Чэнцзюнь, который взломал спутниковый канал, «умер после того, как, как сообщается, подвергся жестокому обращению в провинции Цзилинь». Гутман утверждает, что остальные пять человек, участвовавших во взломе телеканала, были также заключены в тюрьму, и все, как сообщается[кем?], погибли или были замучены до смерти в заключении.

### Судьба жертв самосожжения
Журналист The Guardian Джон Гиттингс писал, что пять человек, участвовавших в инциденте самосожжения, были осуждены в середине 2001 года, а несмотря на то, что официальное агентство новостей «Синьхуа» назвало слушания «открытым судебным процессом», публичным был только последний день месячного судебного разбирательства, на котором в основном зачитывали вердикты. Он сообщил о последнем дне месячного судебного процесса к полудню, выдав полный отчёт о вердиктах, а «Жэньминь жибао» подготовила свою редакционную статью во второй половине дня. Так, Лю Юньфан, названный организатором и вдохновителем инцидента, был приговорён к пожизненному заключению; Ван Цзиньдун получил 15 лет лишения свободы. Два других сообщника, 49-летний мужчина по имени Сю Хунцзюнь и 34-летняя женщина из Пекина по имени Лю Сюцинь, которая, вероятно, предоставила жильё и помогала в подготовке инцидента, были приговорены к 10 и 7 годам тюремного заключения соответственно. Лю Баожун, которая «созналась в преступлении», избежала наказания, так как её роль в планировании мероприятия была признана незначительной.
Журналист Reuters Джереми Пейдж, отметив, что власти КНР не допускали иностранцев к участникам акции самосожжения ещё долгое время после их осуждения, указал, что в апреле 2002 года было разрешено свидание с ними (либо с теми, кто был «в роли их») иностранных журналистов в присутствии представителей китайских властей. Он обращает внимание на то, что интервьюируемые отрицали, что самосожжение было инсценировкой, утверждали, что они потом отказались от Фалуньгун, и высказывали поддержку политике китайских властей по отношению к этому движению; а на вопрос о том, зачем они поджигали себя на площади, Хао Хуэйцзюнь ответила, что она поняла тщетность отправки писем-обращений и митингов с плакатами: «наконец, мы решили … сделать большое событие, чтобы показать всему миру нашу волю. … Мы хотели показать властям, что Фалуньгун — это хорошо». Во время интервью Хао и её дочь Чэнь Го сказали, что всё ещё остаются в больнице, что каждая из них лишилась носа, уха и кисти руки; у матери на обоих глазах были заметны участки пересаженной кожи. Ван Цзиньдун, как отмечает Пейдж, отбывающий «15-летний срок за то, что он руководил самосожжением, в результате которого погибли 12-летняя девочка и её мать», показывая ожоги на лице, говорил: «Я унижен за мою глупость и фанатичные идеи».

## Заметки
1. ↑  англ. no one ever saw [them] practice Falun Gong
2. ↑  англ. the incident was among one[sic] of the most difficult stories for reporters in Beijing at the time to report on
3. ↑  англ. the leadership's frustration with the failure of its efforts to quickly and thoroughly dismantle Falungong was also evident in its media campaign.
4. ↑  the 'broad masses' had to be made to understand the 'duration, complexity and ferocity of our battle with Falun Gong.'